# Biometrie

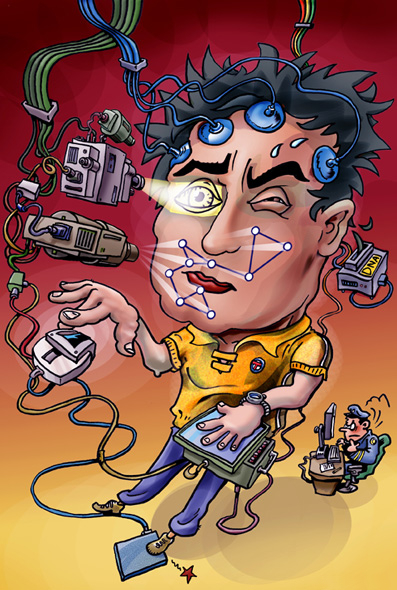
Cartoon van een man die verschillende biometrische controles ondergaat

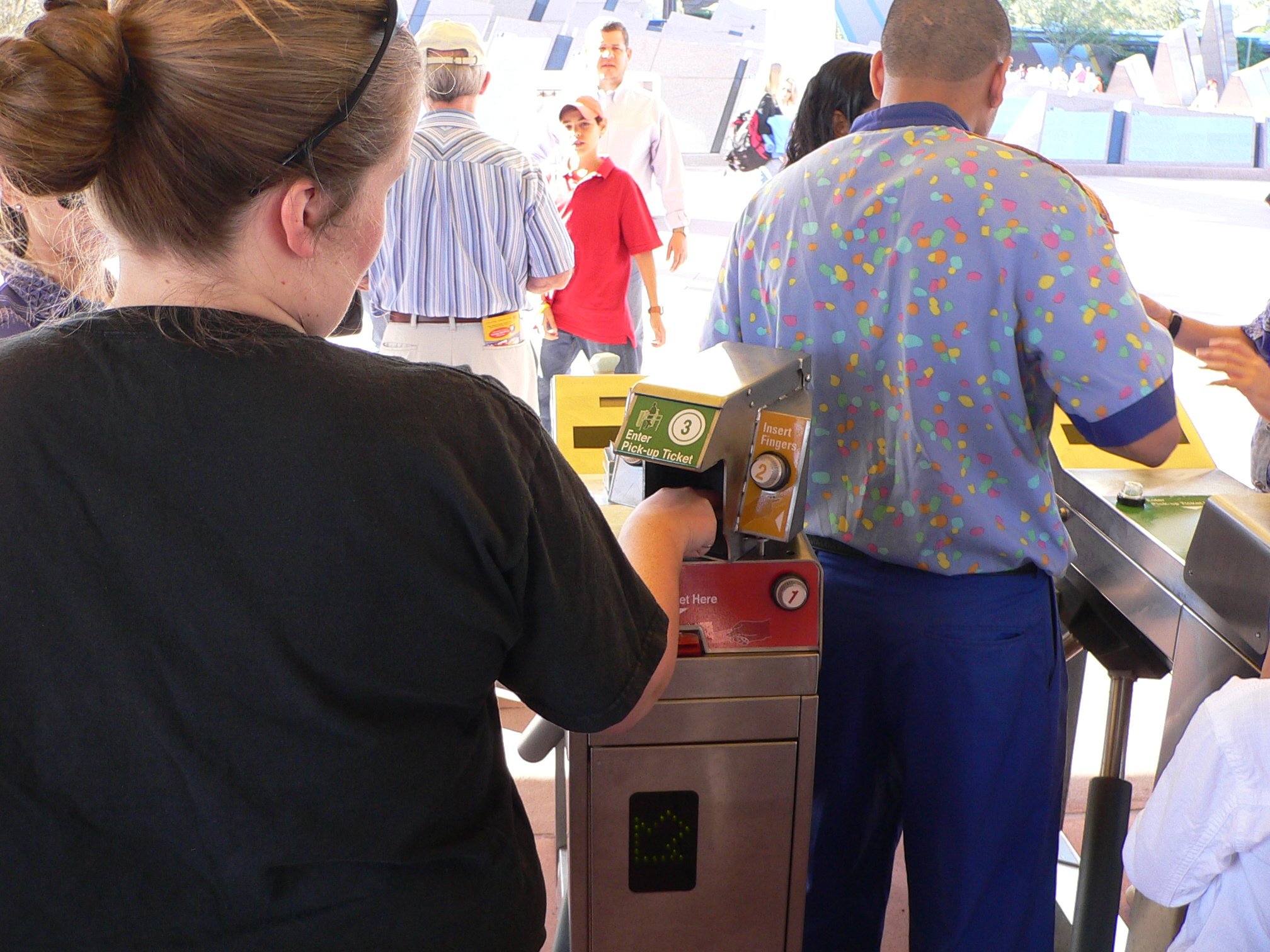
In de vier attractieparken van Walt Disney World Resort worden biometrische metingen verricht op de vingers van gasten om er zeker van te zijn dat hetzelfde kaartje dagelijks door dezelfde persoon wordt gebruikt.

Biometrie betekent het vaststellen van meetbare eigenschappen van levende wezens, zoals de gemiddelde levensduur en raciale kenmerken.
Sinds het eind van de 20e eeuw duidt het op een van de identificatiemethoden op basis van unieke lichaamskenmerken van personen (zie onder). Het is in feite een voortzetting van de dactyloscopie, het onderzoek van vingerafdrukken, dat evenals identificatie aan de hand van DNA-kenmerken vooral wordt toegepast voor misdaadbestrijding. Biometrie is echter veel breder toepasbaar en uitermate geschikt als bijvoorbeeld beveiligingsmethode. Er zijn vele toepassingsmethoden mogelijk of in ontwikkeling. Biometrie kan in principe pasjes, sleutels, wachtwoorden, codes, foto's en handtekeningen gaan vervangen of in combinatie daarmee beveiliging sterker maken (multifactorauthenticatie). 

## Voor- en nadelen van biometrische methoden
Uitgangspunt van biometrie is dat de persoon niet te scheiden is van zijn lichaam. Het belangrijkste voordeel van een biometrische identificatiemethode is dan ook dat het niet afhangt van bezit (sleutelkaart) of kennis (pincode of een wachtwoord): het lichaam zelf bevat kenmerken die zo uniek zijn dat identificatie daarmee mogelijk is. Echter, ook biometrische technieken geven geen 100 procent zekerheid. De snelheid waarmee biometrie kan worden afgenomen van een persoon hangt heel erg af van de omstandigheden, en van de medewerking van de persoon zelf. Het is daarom niet zomaar te zeggen dat een vorm van biometrie sneller is dan identificatie op basis van bezit van kennis. Nadelen van biometrie zijn de mogelijke aantasting van de privacy en eventueel misbruik (zie onder), en ook dat de technieken nog kostbaar zijn.
In principe zijn lichaamskenmerken die in aanmerking komen voor biometrie niet makkelijk overdraagbaar op andere personen, zoals pasjes, sleutels en wachtwoorden dat wel zijn, en ook niet fraudegevoelig, zoals foto's en handtekeningen. Ze kunnen niet worden verwijderd. De gangbare vormen van biometrie zijn vingerafdrukken, iriskenmerken, het patroon van het netvlies, van de aders in de hand(palm) of vingers, gelaatskenmerken (met name het bovenste deel van het gelaat), oorafdrukken, het warmtepatroon van het gezicht en de spraak. Afhankelijk van de toepassing van biometrie zijn echter vele andere vormen ook mogelijk, en in sommige opzichten (daardoor) beter: de manier waarop iemand loopt ("gait-recognition"), of het patroon van toetsaanslagen of muisbewegingen.
De ontwikkelingen op het gebied van biometrie gaan erg snel. Met name gezichtsherkenning gaat met sprongen vooruit en staat nu qua betrouwbaarheid op gelijke voet met vingerafdrukherkenning en irisherkenning. De belangrijkste reden hiervoor lijkt de toename in resolutie van camera's te zijn van de laatste jaren in combinatie met de opkomst van neuraal netwerken. Een redelijk toegankelijke techniek is de handmeting, maar geen enkele biometrische techniek is 100 procent betrouwbaar en daarom wordt het meestal gecombineerd met een verplicht pasje, toegangscode of handtekening. De iris- en netvliesmeting is daarentegen het meest betrouwbaar, maar minder makkelijk toe te passen. De stemherkenningstechniek is nog volop in ontwikkeling en kan worden toegepast op bijvoorbeeld telefonische financiële transacties, toegang tot gevoelige computergegevens en voor het starten van auto's. De meting van warmtepatronen in het gelaat of oorafdrukherkenning ten slotte is een van de nieuwste mogelijkheden.

### Identiteitsfraude
Een probleem blijft wat Roger Clarke "the entry-point paradox" noemt. De identiteit waaraan deze eigenschappen kunnen worden toegeschreven kan nog steeds 'vals' zijn. Ter illustratie: een bedrijf maakt gebruik van biometrische toegangspasjes. Deze pasjes geeft zij uit aan wie de juiste documenten bezit (bijvoorbeeld een biometrisch paspoort) en ingeschreven staat in hun systeem. Wanneer het basisdocument, in dit geval het biometrisch paspoort, echter (gedeeltelijk) vervalst is en op een valse naam staat, kan het desalniettemin en evengoed als huidige paspoorten gebruikt worden door malafide organisaties om te infiltreren in 'goed beveiligde' netwerken.

## Technieken en toepassingen
De biometrie maakt gebruik van foto- en cameratechniek, drukmetingstechniek, warmtemeting, stemherkenningstechnieken en computer visiontechniek. Bijkomende gegevens als snelheid, manier van toetsaanslag en dergelijke kunnen eveneens worden gemeten en opgeslagen. Vaak zal een biometrische techniek toegepast worden in combinatie met een 'gewone' identificatiemethode als een pasje, een code of een handtekening, omdat geen enkele identificatiemethode 100 procent perfect werkt.

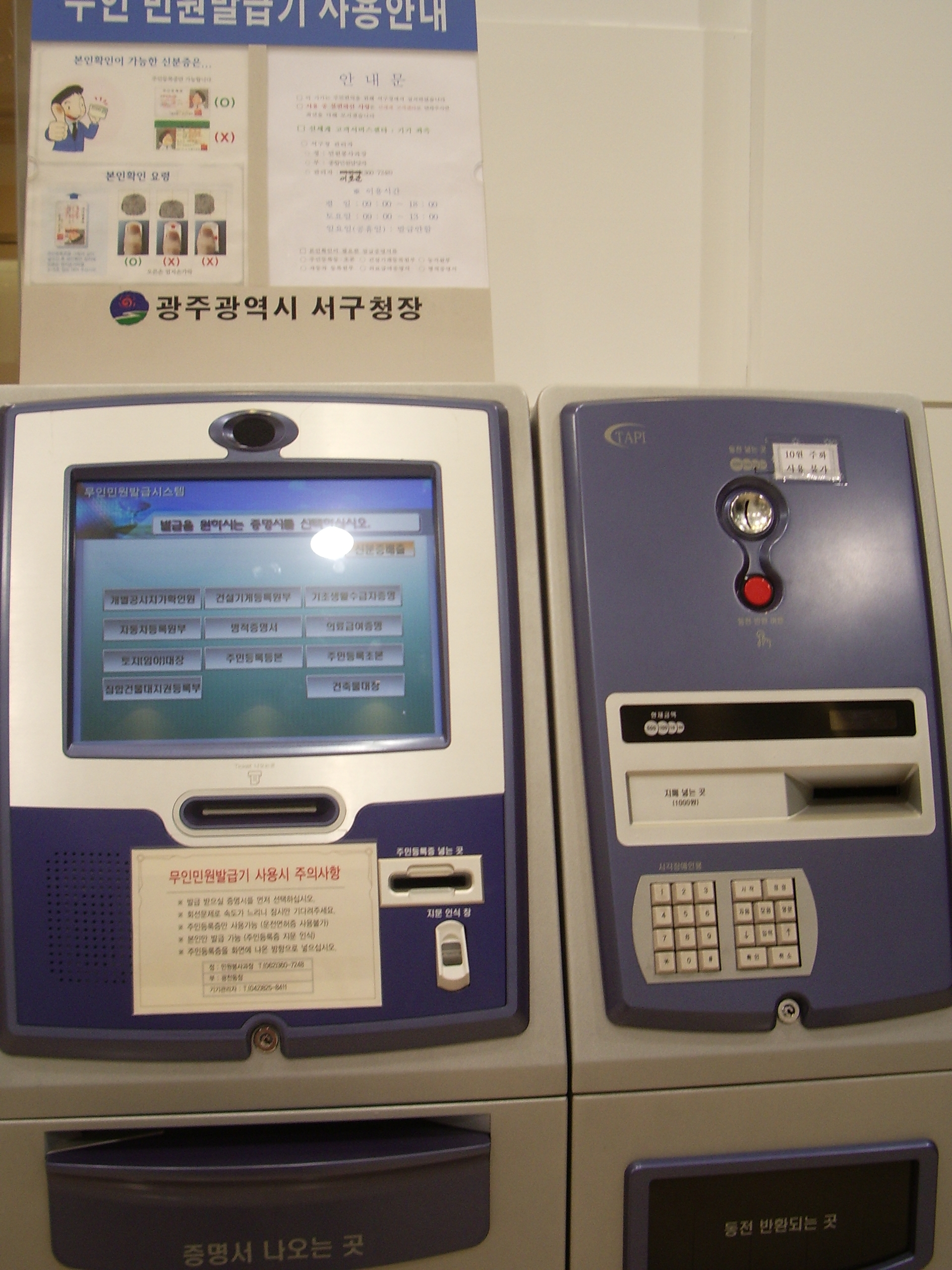
Zuid Koreaanse bankautomaat die werkt met het principe van biometrie

Behalve voor paspoorten en andere identificatiedocumenten kan biometrische techniek via diverse systemen worden toegepast om fysieke toegang van onbevoegde personen tot onder meer vliegvelden en vliegtuigen, beveiligde inrichtingen, banken, telefonische diensten, kerncentrales en andere aanslaggevoelige gebouwen en objecten te controleren en/of verhinderen. Ook kan gevoelige informatie op computers zoals defensie-bestanden, politiebestanden en medische bestanden beter worden beveiligd met biometrische methoden. Men denkt zelfs aan toepassing bij grote sport- en andere recreatieve evenementen, voor toegang tot besloten clubs en dergelijke.
De Nederlandse overheid wil biometrische technieken gaan gebruiken voor het nieuwe paspoort, om het document beter te beveiligen tegen fraude, vooral fraude met foto's.

### Meetfouten
Het grote probleem bij biometrie is de betrouwbaarheid. We kennen hier twee foutieve identificaties:
- Fout-negatief (False Rejection): Iemand wordt geweigerd, terwijl hij eigenlijk toegang had moeten krijgen.
- Fout-positief (False Acceptance): Iemand wordt toegelaten, hoewel die eigenlijk geweigerd had moeten worden.

De juiste balans tussen die twee is moeilijk te vinden en wordt uitgedrukt in de zogenaamde Crossover Error Rate (CER).

## Meetbare kenmerken
De volgende eigenschappen kunnen worden gebruikt voor het vaststellen van de identiteit (de betrouwbaarheid hangt erg af van de context):
- Vingerafdruk
- Retinascans (van de haarvaten achter in een oog)
- Irisscans (van de structuur van de iris van een oog)
- Gezichtsherkenning
- Handpalmherkenning
- Handgeometrie
- Oorafdruk
- Stemherkenning
- Handschriftherkenning (herkenning van de schrijfhand)
- Loopherkenning
- Onderhuidse aderpatronen
- DNA
- Geur
- Postuur

## Biometrie bij dieren

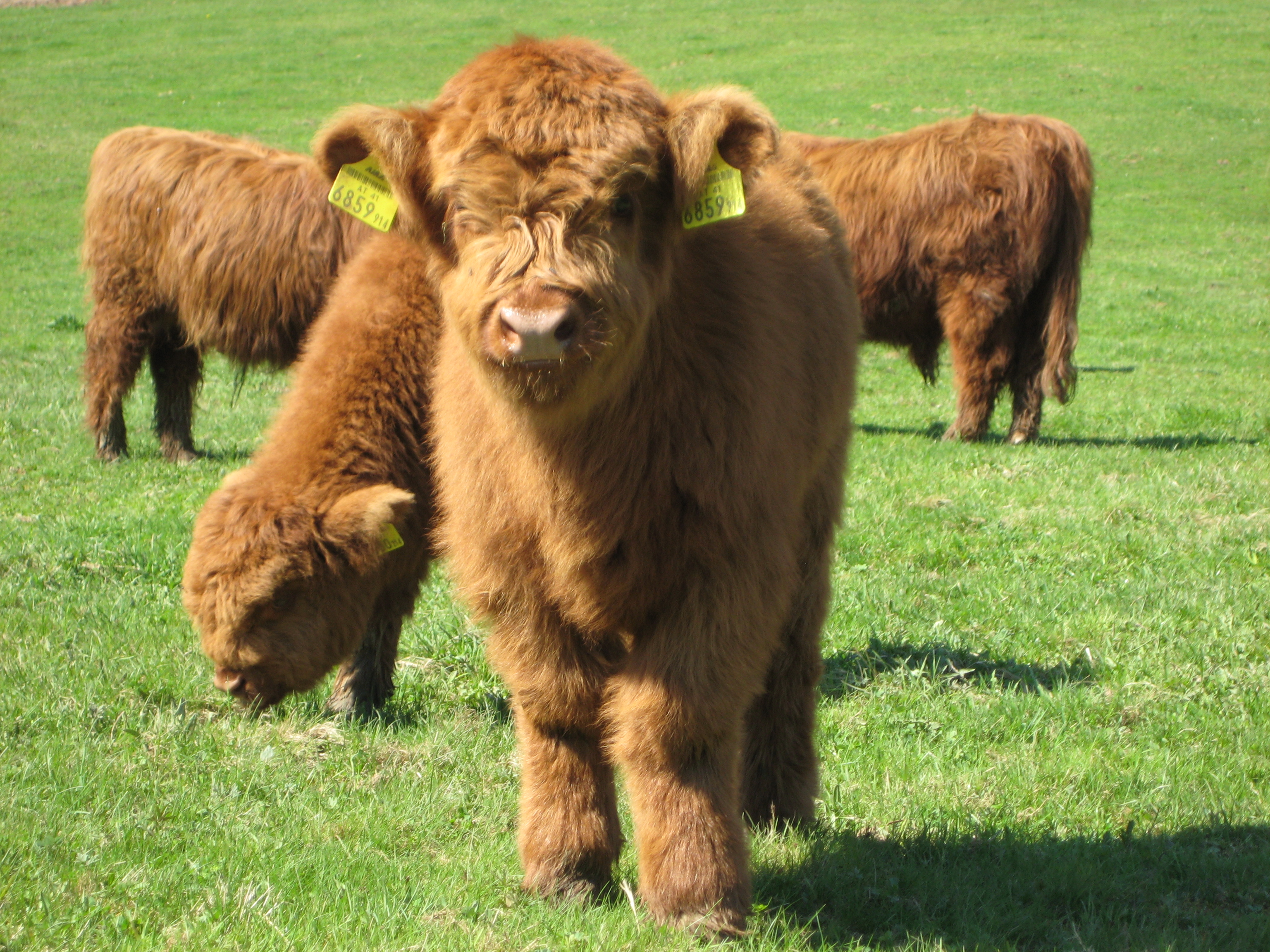
Kalf met oormerken

Dieren kunnen individueel herkend en geïdentificeerd worden op basis van uiterlijke kenmerken:
- lichaamsvorm
  - ras
  - geslacht
  - silhouet, halsvorm
  - oogirissen
  - hoefconditie, horens
- vacht
  - vachtkleur, bles, aalstreep
  - haarwervels
- medische aandoeningen, mankheid in een bepaald gewricht of poot, littekens
- specifieke merktekens
  - kleurmerk
  - brandmerk
  - oormerk
  - identificatiechip
  - merkring

Bij stamboekdieren is het belangrijk dat men zekerheid heeft over de identiteit en de afkomst van een dier om zijn (fok)waarde te bepalen. Ook na diefstal of een betwiste koopovereenkomst is het nuttig om een officiële en gedetailleerde beschrijving en eigendomsbewijs van het dier in bezit te hebben.

## Wetgeving rond verantwoorde datacollectie en inzet Artifical Intelligence (AI)
De Algemene verordening gegevensbescherming regelt de verwerking van persoonsgegevens in Europa en de politie richtlijn doet dat voor politietaken. Deze juridische kaders scharen biometrische gegevens onder bijzondere persoonsgegevens. En beide kaders stellen dat organisaties niet meer persoonsgegevens mogen verzamelen dan strikt noodzakelijk en dat deze niet vrijelijk met derden mogen worden gedeeld. Met andere woorden, zowel de AVG als de politierichtlijn maken het nu mogelijk om voor noodzakelijke toepassingen biometrie in te zetten.
Er wordt actief gelobbyd en gewerkt aan wetgeving om risico's van specifiek van automatische gedragsmetingen bij de mens in de openbare ruimte te mitigeren. Met het miniaturiseren van chips en sterk toenemen van de rekenkracht, zijn deze metingen technisch gezien goedkoper, sneller en flexibeler uitvoerbaar geworden, en de risico's daarvan worden beter begrepen.  
Met AI-technieken kunnen gegevens worden verwerkt op basis van videobeelden, geluidsopnames en fysiologische signalen van mensen - allemaal persoonsgegevens - alsook bewegings-, gedrags- en emotiedetectiegegevens ten behoeve van nuttige toepassingen, zoals voor blinden en zuigelingen. Maar in theorie kunnen ze ook worden benut voor doeleinden die mensen schade kunnen brengen, zoals beoordelen van - ten behoeve van een selectieve behandeling - van migranten, asielzoekers of verdachten in een strafproces. Zoals bij iedere nieuwe technologie loopt de wetgeving achter op ongewenst gebruik van die technologie, die zich snel ontwikkelt. 
De Europese commissie heeft in april 2021 een voorstel gepubliceerd voor de Artificial Intelligence Act. Deze wet kan grote gevolgen hebben voor AI-onderzoekers en toepassers. Daarnaast is er regelgeving ten aanzien van de export van goederen naar landen buiten de Europese Unie. Technologieën voor het met camera herkennen van gedrag en emoties zijn momenteel niet vergunningplichtig, dus wetgeving zal grote gevolgen hebben voor wetenschappers met samenwerkingspartners buiten de EU en ondernemers die wereldwijd zaken doen. De angst bij bedrijven die in dit veld actief zijn, is dat met het badwater ook het kind wordt weggegooid. Risico's van gedragsobservatie, -registratie en -analyse te streng mitigeren kan de waardevolle toepassing ervan beperken. 
Deze AI-technologie kan worden ingebouwd in wapensystemen, ingezet voor leugendetectors of voor het surveilleren van gedrag in ruimtes. Er zijn vermoedens dat deze technieken op deze manier worden ingezet door de Chinese overheid om daarmee de Oeigoerse minderheid te onderdrukken. 
Welke data mag worden verzameld en verwerkt, probeert de Europese Commissie nu in te schalen naar de mate van risico die de toepassing oplevert. Algoritme-besluiten moeten transparant, non-discriminatoir en duidelijk te definiëren en te verifiëren zijn, oftewel 'explainable AI'. Echter, in de praktijk worden algoritmes, trainingsdata en broncodes door softwareproducenten verborgen gehouden in een black box. Het streven is dat in de wetenschap deze gegevens wel openbaar worden gemaakt.

## Bezwaren tegen biometrie
Biometrie wordt reeds toegepast. Tegenstanders daarvan of van verdere opschaling, wijzen op onder meer de aantasting van de individuele privacy, mede gezien de potentiële mogelijkheid allerlei bestanden met persoonlijke gegevens aan elkaar te koppelen. Denk aan medische en financiële gegevens, lidmaatschappen, telefoonbestanden, politiebestanden, gegevens over het gedrag op het internet, koopgedrag, reisgedrag en dergelijke. Maar ook bewegingen, gedragingen en emoties vallen onder bijzondere persoonsgegevens. De verwerking hiervan zou de mogelijkheid kunnen bieden aan onbetrouwbare overheden of machthebbers om burgers in hun doen en laten op een ontoelaatbare manier te controleren.
Uit religieuze hoek komt het bezwaar van sommige christenen die vrezen dat biometrie op den duur zal leiden tot een vorm van dictatuur zoals die in het Bijbelboek Openbaring van Johannes (13:16-18) is beschreven: niemand kan kopen of verkopen zonder het 'merkteken van het beest' in zijn voorhoofd of rechterhand gegrift te hebben. Deze gedachte hangt samen met de voorspelde komst van de antichrist en de daarmee samengaande vervolging van gelovigen.